# San Isidro (Abra)
San Isidro ist eine philippinische Stadtgemeinde in der Provinz Abra. Sie hat 4574 Einwohner (Zensus 2015).

## Baranggays
San Isidro ist administrativ in neun Baranggays unterteilt:
| - Cabayogan - Dalimag - Langbaban | - Manayday - Pantoc - Poblacion | - Sabtan-olo - San Marcial - Tangbao |